# Rita Finkbeiner
Rita Finkbeiner (* 1975) ist eine deutsche Germanistin.

## Leben
Von 1995 bis 1997 studierte sie deutsche Philologie und Volkskunde an der Georg-August-Universität Göttingen, von 1997 bis 1998 im Auslandsstudium an der Rijksuniversiteit Groningen und von 1998 bis 2001 germanistische Linguistik und europäische Ethnologie an der Humboldt-Universität zu Berlin (2000 M.A. in Germanistischer Linguistik und Europäischer Ethnologie). Von 2002 bis 2003 war sie Stipendiatin im Forschungsprojekt „Kollokationen im Wörterbuch“ (Wolfgang-Paul-Projekt) der BBAW. Von 2003 bis 2009 war er sie wissenschaftliche Angestellte (Doktorandtjänst) am Institut für Deutsch, Finnisch und Baltische Sprachen der Universität Stockholm. 2008 legte sie die Dissertation über idiomatische Sätze im Deutschen an der Universität Stockholm vor. 2009 erhielt sie den Preis für die beste Dissertation des Jahres 2008 an der Humanistischen Fakultät der Universität Stockholm. 2010 wurde sie für ein dreijähriges Forschungsstipendium an einer schwedischen Universität (Åke Wibergs Stiftelse), wegen Wechsels nach Mainz abgelehnt, ausgewählt. Von 2010 bis 2018 war sie wissenschaftliche Mitarbeiterin in der Abteilung für Deskriptive Sprachwissenschaft am Deutschen Institut der Johannes Gutenberg-Universität Mainz. Von 2012 bis 2014 vertrat sie den Lehrstuhl für Sprachwissenschaft des Deutschen am Deutschen Institut der Johannes Gutenberg-Universität Mainz. 2015 war sie Short Term Research Fellow (Minerva Stiftung) am Linguistics Department der Tel Aviv University. 2016 lehrte sie als Gastdozentin (Erasmus+) am Germanistischen Institut der Universität Stockholm. Nach der Habilitation 2016 über reduplikative Konstruktionen im Deutschen an der Johannes Gutenberg-Universität Mainz, Venia legendi für Sprachwissenschaft des Deutschen, erhielt sie 2018 den Ruf auf die Professur für Germanistische Sprachwissenschaft an der Heinrich-Heine-Universität Düsseldorf. Von 2018 bis 2020 war sie Professorin für Germanistische Sprachwissenschaft an der Heinrich-Heine-Universität Düsseldorf. Seit ist sie 2020 W3-Professorin für Sprachwissenschaft des Deutschen an der Johannes Gutenberg-Universität Mainz.
Ihre Forschungsschwerpunkte sind Pragmatik, Grammatik/Pragmatik-Schnittstelle, Phraseologie, Konstruktionsgrammatik, Satztyp/Sprechakt/Textsorte-Interaktion, Bedeutung im Kontext, Lexikon/Syntax-Schnittstelle, Zitat und Metarepräsentation, Reduplikation und Repetition und Linguistik und Kinderliteratur.

## Schriften (Auswahl)
- Idiomatische Sätze im Deutschen. Syntaktische, semantische und pragmatische Studien und Untersuchung ihrer Produktivität. Stockholm 2008, ISBN 978-91-85445-95-0.
- als Herausgeberin mit Jörg Meibauer und Petra B. Schumacher: What is a Context? Theoretical and empirical perspectives. Amsterdam 2012, ISBN 978-90-272-5579-2.
- Einführung in die Pragmatik. Darmstadt 2015, ISBN 978-3-534-26036-2.
- als Herausgeberin mit Jörg Meibauer:  Satztypen und Konstruktionen. Berlin 2016, ISBN 3-11-042706-0.